# Комиссия наук и искусств
Комиссия наук и искусств (фр. Commission des sciences et des arts) была создана 16 марта 1798 года для сопровождения генерала Бонапарта в его египетской кампании. Задача комиссии была не военная, а научная. Учёные, составлявшие комиссию, несли ответственность за энциклопедическое изучение Египта: история, естествознание, география и современное состояние страны в преддверии её предполагаемой долгосрочной оккупации Францией.
Результатом их трудов стала монументальная работа «Описание Египта».

## Секретные приготовления к амбициозной экспедиции
После победы французской армии в Итальянской кампании (1796—1797 гг.) главным врагом Франции оставалась Англия, противостоять которой можно было либо прямым вторжением, либо путём вмешательства в её связи с Индией.
Сначала, в январе и феврале 1798 года, Директория склонялась к вторжению. Генералы Клебер, Дезе, Каффарелли, Бонапарт исследовали все возможности для этого. Были собраны войска, сформирован флот, но операция казалась слишком рискованной, и в отчёте от 23 февраля 1798 года она была объявлена невыполнимой и после этого прекращена.
В то же время Талейран, министр внешних сношений, подготовил для Директории подробную справку, в которой излагал детали отношений между Францией и Египтом и рекомендовал отправить туда экспедицию. Одним из ключевых аргументов, выдвинутых Талейраном, являлся тот факт, что, укрепившись в Египте, французы могли бы открыть проход через Суэцкий перешеек, который передаст торговые пути из Индии, столь выгодные для англичан, в руки французов.
Между решением о вторжении в Египет, принятым 5 марта 1798 года, и отплытием Тулонского флота 19 мая 1798 года, Бонапарт и его офицеры совершили настоящий подвиг: собрали армию из 36 тыс. солдат и 2,5 тыс. офицеров, снабдили их оружием и лошадьми, подготовили 55 военных и 232 транспортных кораблей. Во время подготовки очень небольшое число людей знали о конечном пункте назначения, чтобы запутать англичан. Предположений было озвучено много: Англия, Португалия, Неаполь или Левант. Египет не упоминался.
Экспедиция планировалась не только военная, но и научная. Уже во время итальянской кампании Бонапарта сопровождали учёные, которые прежде всего должны были выбрать из военных трофеев то, что обогатило бы национальные коллекции. В Египте цель была другая. Бонапарт решил добавить в свою армию комиссию учёных, потому что хотел быть в ряду великих первооткрывателей, таких как Луи Антуан де Бугенвиль, Джеймс Кук или Жан-Франсуа де Лаперуз (фронтиспис первого издания «Описание Египта» является данью его амбициям). Учёные должны были изучить и описать страну, чтобы лучше понять её вклад в науку и искусство и предоставить энциклопедическую информацию о найденных ценностях Франции и всему западному миру.

## Создание комиссии
Вернувшись во Францию после итальянской кампании, Бонапарт хотел стать частью научного сообщества. 25 декабря 1797 года с помощью Гаспара Монжа он был избран членом Национального института Франции. Благодаря своему частому присутствию на заседаниях он начал завязывать знакомства и укреплять личные связи с влиятельными членами французского научного сообщества.
16 марта 1798 года Директорией был опубликован указ, предписывающий министру внутренних дел «предоставить в распоряжение главнокомандующего Бонапарта инженеров, учёных и художников…» и, таким образом, создать Комиссию наук и искусств. Монжу, профессору Политехнической школы, участнику итальянской кампании, было поручено тайно вербовать учёных по всем дисциплинам. С помощью своих коллег Бертолле и Фурье он менее чем за два месяца убедил более ста пятидесяти учёных — математиков, химиков, геодезистов, врачей, архитекторов, художников, ботаников и др. — принять участие в экспедиции по существу военного характера, пункт назначения и продолжительность которой оставались в секрете.
Монжу были нужны специалисты различных научных дисциплин. Учитывая связи Монжа, Бертолле и Фурье с Политехнической школой и необходимость использовать молодых и высокообразованных мужчин для работы с высокой физической нагрузкой, вполне естественно, что основным контингентом комиссии стали сотрудники и даже студенты этой школы.
Комиссия объединяла специалистов всех дисциплин, что наглядно демонстрировало стремление выйти за рамки изучения истории и архитектуры, желание всесторонне изучить страну; безусловно, предполагая в будущем долгосрочное пребывание в ней французов.

### Организация и состав
Более половины членов являлись инженерами и техниками. Было 4 математика, 4 астронома, 4 архитектора, 4 экономиста, 3 антиквара (как тогда называли археологов), 9 художников, гравёры, скульпторы, музыканты, 7 врачей-хирургов, 4 фармацевта, 6 ботаников, зоологи, 4 минералога, горные инженеры, 5 химиков, 15 инженеров-географов, 27 инженеров — специалистов по мостам и дорогам, 6 инженеров — специалистов по морской технике, 16 механиков, 9 востоковедов, переводчики, 3 литератора, 24 печатника, умеющих работать с латинскими, греческими и арабскими шрифтами.
Будучи солдатом, Бонапарт организовал свой научный корпус как армию. Он разделил участников экспедиции на пять категорий, назначив каждому воинское звание и определённую роль (организация сна, снабжение продовольствием и так далее) в дополнение к их научным функциям.
Более двадцати членов комиссии погибли в Египте от болезней, в бою или были убиты.

## Путь в Египет
После двух месяцев лихорадочной подготовки учёные отправились в путь, снабжённые книгами и инструментами, о чём свидетельствуют отчёты генерала Каффарелли, ответственного за материальную сторону организации комиссии. Благодаря им мы знаем, что были куплены:
- астрономические инструменты на 5534 франков,
- портативные астрономические часы,
- составной маятник с металлическим термометром,
- морские хронометры,
- два телескопа,
- пневматическая машина,
- вогнутое зеркало,
- электрическая машина,
- эвдиометр Вольта,
- топографические приборы,
- шесть компасов,
- один уровень с воздушным пузырём и двумя линзами,
- библиотека из пятисот книг и карт,
- авиационные приборы (включая аэростат)
- кузница,
- три печатных станка с французскими шрифтами, один с восточными и один с греческими,
- медицинские инструменты,
- оружие для охоты,
- и многое другое.

Флот покинул Тулон 19 мая 1798 года. Генерал Бонапарт и основные учёные комиссии находились на борту флагмана «Orient». Из путевых журналов некоторых участников египетской экспедиции нам известны условия поездки; но если Рейбо пишет о философских и научных дискуссиях высокого уровня, происходящих на Orient’е между Бонапартом, Монжем и Бертолле, то де Вилье на борту «Le Franklin» жалуется на дискомфорт и морскую болезнь; Малюс особенно чувствителен к скуке долгого морского путешествия.
Взятие Мальты, безусловно, являлось счастливым отвлечением от этой скуки. 9 июня 1798 года флот прибыл к Мальте. Отношения между Республикой и Мальтийским Орденом были не слишком хорошие, поскольку революция отменила все рыцарские ордена. Кроме того, захват казался лёгким, остров был богат и мало защищён, несмотря на то, что укрепления считались неприступными. После некоторого сопротивления Бонапарт захватил остров за один день, и менее чем через неделю пожал плоды этого завоевания — добыча составила несколько миллионов франков, что сильно помогло египетскому походу. 19 июня французский флот покинул Мальту. На борту кораблей царил энтузиазм.
В это время английский флот, сгруппированный возле Гибралтара, чтобы избежать выхода французов из Средиземноморья в сторону Англии, пытался перехватить французский флот в восточном Средиземноморье. Когда французы покидали Мальту, англичане находились всего в 76 льё (422 км) от них; в какой-то момент времени расстояние между ними составляло всего 26 льё (144 км). Но англичане были убеждены, что целью французов является Турция. 1 июля 1798 года Бонапарт прибыл в Александрию.

## Прибытие в Египет
Высадка прошла не без проблем из-за встречного ветра, но страх перед возвращением англичан подталкивал к ускорению операций, несмотря на плохие погодные условия. 1 июля Бонапарт высадил войска. Гражданские лица, включая членов Комиссии, оставались на борту. 2 июля город Александрия был взят, и все суда, включая гражданские и транспортные, вошли в гавань Александрии. Высадка началась 2 июля, но комиссия учёных по приказу Бонапарта не высаживалась до 7 июля.
Высадка продолжалась, хотя капитаны точно не знали характеристик берега. В результате Le Patriote, на котором были научные инструменты, налетел на камень и медленно затонул; часть его груза удалось спасти.
На берегу дела членов комиссии, особенно молодых, шли не очень хорошо — они оказались в одиночестве, без средств к существованию и без указаний, в неизвестном городе, где оказалось очень сложно найти еду и жильё. Первый контакт с Египтом также разочаровывал из-за угнетающей жары.
Со своей стороны, Бонапарт, оставив Клебера командовать Александрией и наблюдать за побережьем, форсированным маршем продвинулся к Каиру, бросив учёных в Александрии и Розетте. Переход был трудным, и солдатам часто не хватало воды и еды. Но после нескольких стычек основная часть египетской армии прибыла в Каир, где мамлюки сосредоточились, чтобы остановить французов. 21 июля Бонапарт сокрушил их в битве у пирамид.
24 июля армия вступила в Каир. Поражение мамлюков оставило весь Нижний Египет без правительства. Первой задачей Бонапарта, как в Италии, на Мальте или в Александрии, являлось организация его завоевания путём создания администрации по образцу французской администрации и получения от завоёванной страны средств для её поддержки.
2 августа адмирал Нельсон уничтожил французский флот в битве при Абукире и установил блокаду, которая отрезала Бонапарта и его людей от Франции до капитуляции генерала Мену в 1801 году. Однако организационная работа, военное завоевание Египта и работа Комиссии по науке и искусству продолжались.

## Начало работы комиссии в Египте
Большинство членов комиссии не последовали за армией и поселились в Розетте, чтобы ждать развития событий. Известие о захвате Каира и уничтожении французского флота заставило их отправиться в Каир, в который они добрались по водному пути, более удобному и быстрому, чем сухопутный.
В Каире всё было готово к их приезду, включая новый институт, созданный 22 августа 1798 года.
Если в первые дни египетской кампании учёные часто чувствовали себя забытыми или даже презираемыми военными как ненужный груз, прибытие в Каире позволило им, наконец, сыграть ту роль, которую предназначил им Бонапарт. Их любопытство было ненасытно. Их интересовало всё: история, современная архитектура, язык, социальные структуры, экономика, музыка, промышленность, состояние здоровья и многое другое.
Однако очевидно, что французы, бывшие для местных жителей совершенными чужеземцами, могли в лучшем случае встречать равнодушие, а в худшем — враждебность египтян. Полное непонимание сторонами друг друга можно проиллюстрировать двумя небольшими деталями:
- с одной стороны, форма многих учёных была зелёная, что глубоко шокировало мусульман, для которых зелёный был цветом потомков Пророка;
- с другой стороны, французы были поражены абсолютным отсутствием у египтян интереса к научным экспериментам, таким, как запуск воздушного шара Никола Жаком Конте с воздухоплавателями.

Противостояние между французами и египтянами было связано не только с цветом одежды и интересом к науке. К этому следует добавить противостояние между англичанами, турками, местными фракциями и французами, которые привели к беспорядкам в Каире 21 и 22 октября 1798 года. Район, в котором поселились французы, особенно пострадал. По крайней мере три члена комиссии были убиты, отправившись за научными инструментами в дом Каффарелли, где их застали врасплох мятежники. Во время этих беспорядков была уничтожена бо́льшая часть научных инструментов экспедиции.
Утрата инструментов была бы непоправимой без изобретательности Никола Жака Конте, замечательного инженера и механика, директора аэростатой школы в Медоне. Именно благодаря своему искусству и знаниям он преуспел в производстве в чрезвычайно сложных условиях инструментов, научных приборов и оружия, утерянных во время гибели Le Patriote и разграблении дома Каффарелли. Он смог организовать производство пушек, микроскопов, хирургических инструментов, печатных станков и многого другого. Без него египетская экспедиция, возможно, не смогла бы собрать такую массу информации.
Весьма примечательно, что несмотря на все эти бурные события, которые вынуждали молодых политехников, занятых в качестве подмастерьев, браться за оружие, научная жизнь процветала. Учащиеся школы, которые отправились до завершения обучения, даже сдавали Монжу и Бертолле вступительные экзамены для поступления на государственную службу. Среди них были Арнолле, Дюбуа-Эме, Вилье дю Терраж, Каристи, Молин де Сен-Йон и Раффено-Делиль. Вилье дю Терраж с радостью писал, что взял с собой лекции и трактат Лагранжа, которые помогли ему с честью выдержать этот экзамен.
Институт Египта
Институт Египта был основан 22 августа 1798 года Бонапартом по образцу Института Франции, и должен был, в первую очередь, заниматься «продвижением и распространением просвещения в Египте». Его штаб-квартирой был дворец Хасан-Кашифа в окрестностях Каира. Работа института была организована по разделам, которые объединяют практически все предметы, представлявшие интерес и изучавшиеся комиссией: математика, физика, политическая экономия, литература и искусство.
Зима 1798—1799 была проведена в различных исследованиях, в Нижнем Египте и вокруг Каира, но были и чисто практические достижения: создание печатного станка, который мог работать с арабскими шрифтами, взятыми в Ватикане во время итальянской кампании, создание больницы, механических мастерских, всего необходимого для надлежащего функционирования французской армии и комиссии.
Военные также вносили свой вклад в научную деятельность:
- 15 июля 1799 года во время реконструкции укреплений в городе Розетта в дельте Нила, в форте Форт Жюльен[англ.] (названном так Бонапартом в память о своём адъютанте Тома Проспере Жюльене[фр.], погибшем во время кампании), лейтенант инженерных войск Пьер-Франсуа-Ксавье Бушар обнаружил Розеттский камень, который впоследствии позволил Жан-Франсуа Шампольону расшифровать иероглифы.
- Жан-Мари-Жозеф Кутель[фр.] был назначен 2 апреля 1794 года капитаном и первым авиационным офицером, который занимался изготовлением воздушных шаров для армий Республики. Именно по этой причине Кутель присоединился к египетской экспедиции; однако ему не довелось использовать свои навыки, поскольку корабль с его оборудованием был уничтожен огнём. Находясь в секции математиков Коста[фр.], он пришёл в восторг при виде двух Луксорских обелисков. По возвращении он сделал доклад в институте Египта о том, как можно транспортировать один из этих монолитов. Тридцать лет спустя весьма похожим способом обелиск был перевезён в Париж.

## Направления исследований
Зима 1798—1799 гг. прошла в исследованиях по всем направлениям.

### История
Преобладающее место в «Описании Египта» занимает история. Ей посвящены пять из десяти томов. Планы и фасады, архитектурные и декоративные элементы, всё изображённое с чрезвычайной точностью, составляют исключительную ценность, документирующую абсолютно беспрецедентным образом древнеегипетскую историю, до этого малоизвестную.
Проведение раскопок началось в Александрии и в области Мемфиса. Была составлена первая карта этого региона с точным указанием местонахождения Мемфиса.
Вопрос был не только в самом факте обнаружения объектов, но и в понимании окружающего их контекста. Для этого создавался реестр, своего рода предок журнала раскопок, который отмечает начало современной археологии.
Заметки, эскизы и записи, сделанные членами комиссии, чрезвычайно ценны, потому что в некоторых местах, таких, как Асьют, фасады гробниц уже исчезли, и только рисунки комиссии сохранили их следы.

#### ИзучениеВерхнего Египта
19 марта 1799 года экспедиция отправилась в Верхний Египет. Её участниками были Жоллуа, Вилье дю Терраж, Дюбуа-Эме и Дюшануа, инженеры мостостроительного и дорожного корпуса, Колле-Декотиль, горные инженеры де Розьер и Дюпуи и скульптор Кастекс. Средний возраст участников составлял около двадцати лет. Миссия, возложенная на них, заключалась в сборе полезной информации о сельском хозяйстве, торговле и искусстве и, в частности, изучении режима Нила и ирригационной системы региона.
Небольшая группа присоединилась к войскам Дезе в Асьюте. Оттуда началось тщательное научное исследование обнаруженных памятников. Инженеры-первооткрыватели имели в своём распоряжении самое примитивное оборудование: карандаши, доски, шнуры, линейки, отвес. Иногда не было даже карандашей, о чём свидетельствует срочное сообщение Вилье своему другу Рипо, который остался в Каире:
Если вы не отправите нам карандашей, мой дорогой друг, мы не сможем вам ничего показать из нашей поездки. Все наши исписаны; мы в отчаянии. Поговорите с Конте, который должен этим заниматься; в противном случае одолжите у своих друзей, купите и отдайте всё, что найдёте, Конте, который передаст их генералу Дюгуа, а тот отправит нам дромадером, как мы договаривались.
Нехватка оборудования была не единственным препятствием, с которым сталкивалась небольшая экспедиция. Регион был небезопасен, и действия исследователей замедлялись военными операциями. Кроме того, часто возникали разногласия с солдатами, отвечавшими за защиту учёных, в связи с чем де Вилье не всегда разглашал свои планы, опасаясь, что они будут запрещены военными из соображений безопасности. Дюбуа-Эме, после особенно жаркого спора с военным чиновником Жираром, был сослан в Коссеер, на Красное море.
Тем не менее, с 19 марта до 27 октября 1799 года были собраны исключительно ценные данные. Это была первая научная экспедиция к памятникам Верхнего Египта.

### Естественные науки
Флора и фауна являлись предметом особого внимания натуралистов комиссии. Они старались максимально полно описать все виды, встречающиеся в Египте. Образцы тщательно идентифицировались, описывались и собирались.
Их описания охватывают более 1600 страниц в «Описании Египта» с тремя томами рисунков, нарисованных с большой точностью.
Особое место было отведено минералогии с пятнадцатью цветными страницами, содержащими сто двенадцать рисунков.
Минералоги комиссии Деода Гратэ де Доломьё, Пиер Луи Антуан Кордье и особенно де Розье провели различные исследования в Файюме, Синае и Верхнем Египте.

### Современное состояние Египта
Учёные зарисовали и описали современный им Египет от дельты Нила до Асуана. Действуя согласно предписаниям Клебера: «Собирать всю информацию о современном государстве Египет, с докладами о правительствах, законах, гражданских, религиозных и бытовых обычаях», они с любопытством — и весьма наглядно — рассматривают все аспекты повседневной жизни; таким образом, среди разделов «Современного государства» фигурируют «Искусства и ремесла», «Костюмы и портреты», «Вазы, мебель и инструменты».
Учёные фиксируют планы, фасады, профили и разрезы не только древних памятников, но и мечетей и жилищ, встречающихся во время их странствий.
На рисунках раскрывается вся архитектура — от больших египетских городов до самой маленькой деревни. 
- 1. Чёрный коршун (Milvus ater);  2. Аскалафус, или египетская сова (Strix ascalaphus)
- Аспид
- 1. Электрический сом (Malapterurus electricus);  2. Внутренние органы брюшной полости, 3. Туловище и скелет, 4. Плавательный пузырь;  5.6. Сомик расписной (Pimelodus synodontus)
- Гифена фивийская, дум-пальма (Cucifera thebaïca).  Листья и гроздь
- Порфир, магнезиальный сланец и брекчия
- Общий вид и детали двух поливочных машин
- Каир. Ворота Баб эль-Футух

### Картография
Геодезисты и географы комиссии создавали не только точные обзоры изученных древних мест, но и, в сотрудничестве с военными, очень подробные топографические карты всей страны.
Результатом их работы является серия из сорока семи топографических карт в масштабе один миллиметр на сотню метров.
Эти карты, классифицированные как «военная тайна», были опубликованы существенно позже. 
- Заглавная страница
- Монтажная таблица для топографической карты Египта в 47 листах и для географической карты в 3 листа
- Список картографов

Все карты можно посмотреть в галерее на Wikicommons: Топография Египта.

## Конец экспедиции
Несмотря на то, что Франция распространила своё господство на внутреннюю часть Египта, её армия всё ещё была пленником англичан, которые контролировали морские пути. Внешнеполитическая обстановка ухудшалась. При поддержке англичан в Сирии сформировалась турецкая армия. Бонапарт решил атаковать её, чтобы избежать турецко-английского вмешательства в Египет.
Он покинул Египет 10 февраля 1799 года, а 20 марта началась осада Акры. Город, который англичане снабжали морем, был практически неприступен. Но хотя Бонапарт и не захватил город, в битве у горы Табор 16 апреля 1799 года ему удалось уничтожить турецкую армию.
Французская армия страдала от чумы, и победа была невозможна. Осада была снята 17 мая 1799 года, и Бонапарт вместе со своей армией вернулся в Египет. Он вошёл в Каир 14 июня, а 25 июля в битве при Абукире одержал одну из самых блестящих своих побед, сбросив в море османскую армию, высадившуюся в Абукире.
Трудности французов в Египте, провал экспедиции в Сирию, развитие ситуации во Франции подтолкнули Бонапарта покинуть Египет. Директория предоставила ему свободу в принятии решения о передаче командования, когда он посчитает это нужным. Не предупредив Клебера, 23 августа Бонапарт внезапно отправился во Францию в сопровождении Монжа и Бертолле и, таким образом, избежал связи с окончательным провалом кампании.
Ситуация была непростая для Клебера, который прекрасно осознавал тот факт, что отъезд Бонапарта лишил экспедицию её харизматического лидера. Он также понимал, что удержать Египет невозможно.
Однако Клебер был убеждён в важности научной работы, которая продолжалась. Он даже создаёт 19 ноября 1799 года комиссию, которая должна была изучать, в частности, современный Египет. 22 ноября 1799 года он решил собрать все труды учёных комиссии в одно произведение — «Описание Египта».
Чтобы с достоинством покинуть Египет, Клебер вступил в переговоры с англичанами и османами. 23 января 1800 года он заключил соглашение, согласно которому английский флот должен был перевезти во Францию армию и учёных с их научными коллекциями. Британское министерство отказалось ратифицировать этот договор, требуя, чтобы все французы считалась военнопленным.
Клебер отверг это требование и снова взял в руки оружие. 20 марта 1800 года во время битвы при Гелиополисе он разгромил турецкую армию. Однако давление англичан усилилось, и 21 марта они выиграли битву при Александрии. Оставление Египта французами стало только вопросом времени.
14 июня 1800 года Клебер был убит в Каире фанатиком Сулейманом аль-Халаби, и командование перешло к генералу Жаку-Франсуа Мену, который был старейшим среди высших офицеров. Вся динамика, которую Клебер смог привнести в экспедицию, исчезла вместе с ним. Мену стал принимать меры, весьма непопулярные как среди военных, так и среди ученых.
Члены комиссии учёных собрались в Александрии с багажом, заметками, набросками и всеми предметами, которые они накопили за время своего пребывания.
13 мая 1801 года комиссия наконец получила от генерала Мену разрешение на выезд во Францию. После этого началось трагикомическое недоразумение между Мену, англичанами и комиссией, погрузившейся на коммерческий бриг L’Oiseau.
Мену больше не желал видеть L’Oiseau в порту Александрии, а англичане не хотели пропустить корабль, если учёные не оставят им весь материал, собранный во время экспедиции, а также свои заметки и наброски. L’Oiseau постоянно курсировал между английской эскадрой и Александрийским портом, и в обоих местах ему регулярно угрожали затоплением.
Чтобы избавиться от назойливой комиссии, Мену согласился, чтобы англичане завладели всем материалом, собранным учёными. Для них такой шаг был равносилен ампутации. Наконец, благодаря непосредственному вмешательству Этьенна Жоффруа Сент-Илера, учёные смогли взять почти все свои документы и находки, но вынуждены были оставить в руках англичан некоторые найденные ими предметы, включая знаменитый Розеттский камень.
Переговоры длились более двух месяцев, и только в сентябре 1801 года первые члены комиссии покинули Египет, а 15 октября последние солдаты египетской армии погрузились на английские корабли и отплыли во Францию.
Так закончилась экспедиция в Египет.

## Публикация «Описания Египта»
18 февраля 1802 года Жан-Антуан Шапталь, министр внутренних дел, встретился с учёными, вернувшимися из Египта, чтобы назначить из их состава комиссию из восьми человек, ответственную за отбор и публикацию всего научного материала экспедиции. Первый том гравюр был представлен императору в январе 1808 года, а первые тома «Описания» появились в 1809 году. Поначалу издаваемые по приказу императора, последующие тома публиковались по приказу короля Людовика XVIII, а последние, датированные 1823 годом, но опубликованные в 1826 году, были просто опубликованы по распоряжению правительства. Работа, полное название которой «Описание Египта, или Сборник наблюдений и исследований, проведённых в Египте во время французской экспедиции» (фр. Description de l'Égypte ou Recueil des observations et recherches qui ont été faites en Égypte pendant l'expédition française), содержит десять томов изображений и девять томов текста. Типографское качество текстов, красота гравюр, форматы книг — самые большие из них имеют размер 1×0,81 м — и, прежде всего, тексты, делают «Описание» исключительной работой, положившей начало египтологии.

## Работы и воспоминания членов комиссии
- Dominique Vivant Denon. Voyage dans la Basse et la Haute-Égypte: pendant les campagnes du général Bonaparte (фр.). — Paris: P. Didot l’aîné[фр.], 1802. — Vol. 1. — P. 322.
- Dominique Vivant Denon. Voyage dans la Basse et la Haute-Égypte: pendant les campagnes du général Bonaparte (фр.). — Paris: P. Didot l’aîné[фр.], 1802. — Vol. 2.
- Dominique Vivant Denon. Voyage dans la Basse et la Haute-Égypte: pendant les campagnes du général Bonaparte (фр.). — Paris: P. Didot l’aîné[фр.], 1802. — Vol. 3. — P. 296.
- Dominique Vivant Denon. Voyage dans la Basse et la Haute-Égypte: Les Planches (фр.). — Paris: P. Didot l’aîné[фр.], 1802. — Vol. 4. — P. 63.
- Dominique Vivant Denon. Travels in Upper and Lower Egypt During the Campaigns of General Bonaparte (англ.). — New York: Samuel Campbell, 1803. — Vol. 1. — P. 307.
- Dominique Vivant Denon. Travels in Upper and Lower Egypt During the Campaigns of General Bonaparte (англ.). — New York: Samuel Campbell, 1803. — Vol. 2. — P. 378.
- Dominique Vivant Denon. Travels in Upper and Lower Egypt During the Campaigns of General Bonaparte (англ.). — London: Longmans, 1803. — Vol. 3. — P. 365.
- Изображения из издания 1802 можно посмотреть на WikiCommons: Voyage dans la basse et la haute Egypte de Dominique Vivant Denon (1802) — Les Planches
- Étienne Louis Malus, Général Charles Thoumas. L'agenda de Malus: souvenirs de l'expédition d'Égypte, 1798-1801 (фр.) / oui. — Paris: H. Champion, 1892. — P. 238.
- Édouard de Villiers du Terrage, Marc de Villiers Du Terrage. Journal et souvenirs sur l'expédition d'Égypte : 1798-1801 (фр.) / oui. — Paris, 1899. — P. 396.
- Jean-Baptiste Prosper Jollois, P. Lefèvre-Pontalis. Journal d'un ingénieur attaché à l'Expédition d'Égypte 1798-1802 (фр.) / oui. — Paris: Ernest Leroux, 1904. — P. 136. Содержит также выдержки из дневников Фурье, Жомара, Делиля, Сен-Гени, Декотиля, Бальзака и Куабёфа.
- Jean-Baptiste Prosper Jollois, Édouard de Villiers du Terrage. Recherches sur les bas-reliefs astronomiques des Égyptiens et parallèle de ces bas-reliefs avec les différens monumens astronomiques de l'antiquité, d'où résulte la connoissance de la majeure partie des constellations égyptiennes (фр.). — Paris: Imprimerie Royale, 1817. — P. 68.
- Jean-Baptiste Prosper Jollois, Édouard de Villiers du Terrage. Appendice aux recherches sur les bas-reliefs astronomiques égyptiens (фр.). — Paris, 1834. — P. 65.

## Приложения

### Члены комиссии
В наши дни некоторые члены комиссии, такие, как Жоффруа Сент-Илер, Монж, Фурье или Виван-Денон, хорошо известны, но подавляющее большинство из них забыто.

#### Антиквары (как в то время называли археологов)
- Пурлье
- Луи Рипо[фр.] (1775—1823)
- Луи Мари Ледюк[фр.][Б 1] (1772—?)

#### Астрономы
- Пьер Жозеф де Бошан[фр.] (1752—1801)
- Жером Исаак Мешан[фр.] (1778—1851)
- Николя-Антуан Нуэ[фр.] (1740—1811)
- Франсуа Мари Квено[фр.][Б 2] (1761—?)

#### Архитекторы
- Шарль-Луи Бальзак[фр.] (1752—1820)
- Жан-Батист Лепер (1761—1844)
- Шарль Норри[фр.] (1756—1832)
- Жан Константин Протан[фр.][Б 3] (1769—1837)

#### Ботаники
- Ипполит Некту[фр.] (1759—1836)
- Алир Раффено-Делиль (1778—1850)
- Эрнест Кокбер де Монбре[фр.] (1780—1801); умер от чумы

#### Химики
- Клод Луи Бертолле (1748—1822)
- Жак Шампи[фр.], отец Жана-Николя Шампи (1744—1816)
- Жан-Николя Шампи[фр.], сын Жака Шампи (1776—1801), политехник (выпуск 1794 года); умер от чумы в Каире
- Ипполит-Виктор Колле-Декотиль[фр.] (1773—1815)
- Жан-Батист Пике (1776—1799), военный инженер, политехник (1795); погиб при осаде Эль-Ариша

#### Хирурги и врачи
- Жюльен Бесьер[фр.] (1777—1840)
- Дабюрон (?—1801); убит на Сицилии
- Рене-Николя Дюфриш-Деженет (1762—1837)
- А. Ж. Девевр (1775—1799); умер в Египте
- Антуан Дюбуа[фр.], отец Изидора Дюбуа (1756—1837)
- Изидор Дюбуа, сын Антуана Дюбуа (1782—?)
- Жан Жозеф Лабат[фр.] (1766—1835)
- Жан-Батист Ласипьер[фр.] (1776—1847)
- Франсуа Пуквиль (1770—1838)

#### Политики и экономисты
- Алексис Глутье[фр.] (1758—1800)
- Мишель Луи Этьен Реньо де Сен-Жан д’Анжели (1762—1819)
- Андре Луи де Сен-Симон[фр.] (1771—1799); умер от чумы в Яффе
- Жан-Ламбер Тальен (1767—1820)

#### Геодезисты
- Пьер-Франсуа-Ксавье Бушар (1771—1822), политехник (1796)
- Жан-Бальтазар Бренгье (1777—1799), политехник (1794); умер от чумы в Яффе
- Луи Александр де Корансе[фр.] (1770—1832)
- Луи Коста[фр.] (1767—1842)
- Жан-Луи-Лоран Шарбо (1780—1799), политехник (1796); умер во время осады Сен-Жан д’Акра
- Фюзо де Сен-Клеман (?—1799); умер во время осады Сен-Жан д’Акра
- Жан-Батист Жозеф Фурье (1768—1830)
- Жан-Жак Себастьен Ле Руа (1747—1755)
- Этьенн Луи Малюс, (1755—1812), математик и физик
- Гаспар Монж, граф де Пелюз (1746—1818), математик
- Аман Море (1780—?), политехник (1796), инженер
- Жан Оноре Се, или Орас Се (1771—1799), инженер, умер во время осады Сен-Жан д’Акра

#### Часовой мастер
- Леметр

#### Печатники
- Феличе Ансильони, печатник восточной секции
- Бодуэн, печатник французской секции; умер от чумы
- Бессон, печатник французской секции
- Буланже, печатник французской секции
- Буайе, печатник французской секции
- Ж. де Доминисис, печатник восточной секции
- Николя Дюбуа (1776—?), политехник (1794), печатник французской секции
- Ш. М Эберхард (1782—?), печатник французской секции
- Элиас Фаталла[фр.], руководитель печатников восточной секции
- Антуан Галлан[фр.] (1763—1851), печатник французской секции
- Жарден, печатник французской секции
- К. Лапорт (?—1799), печатник французской секции; умер от чумы
- Летью, печатник французской секции
- Ф. Массаньи (1763—1846), печатник восточной секции
- Жан-Жозеф Марсель (1776—1854), руководитель печатников и военный переводчик
- Марле, печатник французской секции
- Антонио Месабки, печатник восточной секции
- Л. Пельгрини, печатник восточной секции
- Ж.-Ж. Пёнтис (1758—1812), печатник французской секции
- Ж. Ренно (1777—1848), печатник восточной секции
- Риве, печатник французской секции
- Н. Розелли, печатник французской секции
- Ш. Рюга, печатник восточной секции
- Вери, печатник французской секции

#### Инженеры-строители мостов и дорог
- Жак-Мари Ле Пер[фр.] (1763—1841), заведующий
- Пьер Симон Жирар (1765—1835), помощник заведующего
- Луи Виктор Бодар[фр.] (1765—1799); умер от чумы
- Гаспар де Шаброль (1773—1843), политехник (1794)
- Леонар Дюваль[фр.] (1768—1798); убит вместе с Тевно и Тестевюидом в доме генерала Каффарелли во время восстания в Каире
- Эрве-Шарль-Антуан Фай[фр.] (1763—1825)
- Жан Батист Симон Февр[фр.] (1775—1850), политехник (1794)
- Жан-Батист Проспер Жоллуа[фр.] (1776—1842), политехник (1794); ответственный за гидравлические работы в дельте Нила
- Мишель Анж Ланкре (1774—1807), политехник (1794)
- Гратьен Ле Пер[фр.] (1769—1832)
- Пьер-Доминик Мартен[фр.] (1771—1855)
- Александр де Сен-Жени[фр.] (1772—1834), политехник (1794)
- Клод Франсуа Тевно[фр.] (1772—1798), политехник (1794); убит вместе с Дювалем и Тестевюидом в доме генерала Каффарелли во время восстания в Каире

##### Студенты-политехники, призванные в корпус мостов и дорог
- Алибер, Бертран[фр.] (1775—1808), политехник (1794)
- Пьер Арнолле[фр.] (1776—1857), политехник (1796)
- Дени Самюэль Бернар[фр.] (1776—1853), политехник (1794)
- Филип Жозеф Мари Каристи[фр.] (1775—1852), политехник (1794)
- Жан-Мари Дюбуа-Эме[фр.] (1779—1846), политехник (1796)
- Луи Жозеф Фавье[фр.] (1776—1855), политехник (1796)
- Бенуа Мари Молин де Сент-Йон[фр.] (1780—1842), политехник (1794)
- Поль Никез Потье[фр.] (1778—1842), политехник (1794)
- Адриен Раффено-Делиль[фр.] (1773—1843)
- Жозеф Анжелик Себастьен Реньо[фр.] (1776—1823), политехник (1794); помощник Бертолле, отвечавший за контроль финансов в Каире
- Эдуар де Вилье дю Терраж[фр.] (1780—1855), политехник (1794); занимался нивелированием Суэцкого перешейка; автор мемуаров об экспедиции

##### Студенты-политехники, прикреплённые к корпусу мостов и дорог
- Луи Дюшануа[фр.] (1781—1847); зоолог
- Жак Антуан Вьяр[фр.] (1783—1849); геодезист
- Луи Венсан[фр.] (1780—?); ученик Фурье, геодезист

#### Инженеры-географы
- Доминик Тестевюид[фр.] (1735—1798); руководитель; убит вместе с Дювалем и Тевно в доме генерала Каффарелли во время восстания в Каире
- Пьер Жакотен (1765—1827); стал руководителем после Тестевюида
- Пьер Симонель[фр.] (?—1810), помощник руководителя
- Жак Антуан Бертр[фр.] (1776—1834), политехник (1794)
- Жан Батист Корабёф[фр.] (1777—1859), политехник (1794); первый капитан корпуса
- Ж.-П. Фори[фр.] (1760—1799); умер в Египте
- Жак Огюст Дюльон[фр.] (1776—1799), политехник (1795); утонул в Египте
- Эдм-Франсуа Жомар (1777—1862), политехник (1794)
- Жан-Батист Жомар[фр.] (1780—1868), студент
- Франсуа Ларош (1778—1806), политехник (1795)
- Бьенёрё Лесен[фр.] (1772—1827)
- Пьер Эсташ Ледюк[фр.] (?—1799); умер в Египте
- Ж. Ф. Л. Левек[фр.] (1760—?); секретарь Мену
- Ролан Виктор Потье[фр.] (1775—?), политехник (1795)
- Шуани (?—1809)

#### Морские инженеры
- А.-Н.-Ф. Бонжан[фр.] (1775—1845),
- Матюрен Франсуа Буше[фр.] (1778—1851), политехник (1794),
- Жан Франсуа Шомон[фр.] (1774—1856), политехник (1795),
- Жан-Луи Феро[фр.] (1750—1809),
- Филип Греле[фр.] (1776—1846), политехник (1795),
- Жан-Пьер-Серафен Венсан[фр.] (1779—1818), политехник (1796)

#### Литераторы
- Антуан-Венсан Арно (1766—1834)
- Франсуа-Огюст Парсеваль-Гранмезон (1759—1834)
- Доминик Виван-Денон (1747—1825)

#### Механики и воздухоплаватели
- Никола Жак Конте (1755—1805), руководитель механиков
- Пьер-Онезим Аднес[фр.], (1760—1819), мастер-механик, отец Симон-Онезима Аднэ
- Симон-Онезим Аднес[фр.], (1780—1820), механик, сын Пьер-Онезима Аднэ
- Франсуа Себастьян Эме[фр.] (1761—1843), механик
- Франсуа-Шарль Сесиль[фр.] (1766—1840), механик
- Калликст-Виктор Сиро[фр.] (?—1801), механик, изготовитель географических инструментов
- Колен, Жан[фр.] или Коллен (?—1801), механик, изготовитель географических инструментов
- Жан-Мари-Жозеф Кутель[фр.] (1748—1835), воздухоплаватель, учёный
- Жан Куврёр[фр.], механик
- Дефур, механик
- Жан Шарль Хассенфрац[фр.] (1766—1834), механик
- Франсуа Мишель Эро[фр.] (?—1801), механик; умер от чумы в Александрии
- Жан-Батист Ошу[фр.] (1775—?), механик
- Поль Ленуар[фр.] (1776—1827), механик; конструктор оптических инструментов
- Амбаль Николя Лёмон[фр.] (1770—1854), механик; капитан воздухоплавателей
- Шарль Плазане[фр.] (1773—1868), механик

#### Минералоги
- Пьер Луи Антуан Кордье (1777—1861)
- Деода де Доломьё (1750—1801)
- Виктор Дюпюи (1777—1861), политехник (1794), инженер-географ[Б 4]
- Франсуа Мишель де Розьер[фр.] (1773—1842)

#### Востоковеды и переводчики
- Анри Бельтест[фр.] (1778—1808)
- Дамиан Брасевич[фр.] (17??—1830)
- Жак-Дени Делапорт[фр.] (1777—1861)
- Пьер Амедей Эмилиан Проб Жобер (1779—1847)
- Санти Жан-Батист Л’Омака[фр.]
- Шарль Магаллон (1741—1820)
- Панюзен[фр.] (17??—1798); умер в Александрии
- Луи Реми Реж[фр.] (1777—1810)
- Жан Мишель де Вантюр де Паради[фр.] (1739—1799)

#### Фармацевты
- Жан-Батист Пьер Буде (1748—1828)
- Леруж[фр.] (17??—1801); умер от чумы
- Пьер Шарль Руйе[фр.] (1769—1831)
- Александр Роген[фр.] (1771—1850)

#### Художники и музыканты
- Каке[фр.] (?—1798), рисовальщик; умер от чумы в Каире
- Жан-Жак Кастекс[фр.] (1731—1822), скульптор
- Андре Дютертр[фр.] (1753—1842), художник
- Жан Жоаким Фуке, гравёр
- Луи Огюст Жоли[фр.] (1774—1798), художник; убит в дельте Нила
- Анри Жан Рижель[фр.] (1772—1852), композитор
- Мишель Риго[фр.] (1770—1815), художник
- Виллото, Гийом Андре[фр.] (1759—1839), музыкограф

#### Зоологи
- Жак Баррабан (1768—1809), художник, рисовальщик, зоолог
- Александр Жерар[фр.] (1779—1853), политехник (1798), натуралист
- Анри-Жозеф Редуте[фр.] (1766—1852), художник
- Этьенн Жоффруа Сент-Илер (1772—1844), натуралист
- Жюль Сезар Савиньи (1777—1851), зоолог

### Биографические заметки
1. ↑  Его имя фигурирует в коллективном паспорте, выданном генералом Мену учёным в мае 1800 года.
2. ↑  Франсуа Мари Квено, родился 5 февраля 1761 года в Лорьяне, был французским астрономом, а затем морским офицером.
Член института Египта с 22 августа 1798 года, в секции математики.
3. ↑  Жан Константин Протан, родившийся 6 января 1769 года в Париже и умерший 24 декабря 1837 года там же, был французским архитектором. Сначала прикреплённый к французскому посольству в Константинополе, он вернулся во Францию и стал частью египетской экспедиции. Он сопровождал Клебера, когда его убили в Каире 14 июня 1800 года, и он сам был ранен. Был назначен в Египетский институт 21 января 1800 года в секцию литературы и искусства.
Вернувшись во Францию, он подготовил большое количество иллюстраций для «Описания Египта».
4. ↑  Виктор Дюпюи, родившийся в коммуне Дорман[фр.] (Верхняя Марна) 26 февраля 1777 года и умерший там же 23 января 1861 года, был французским минералогом.
Выпускник Политехнической школы 1794 года, затем горный инженер.
В январе 1799 года он сопровождал экспедицию, которая отправилась в Файюм.
19 марта 1799 года он покинул Каир и отправился в составе группы под руководством Жирара в Верхний Египет, чтобы изучить торговлю, сельское хозяйство, флору и фауну, искусство и историю, и в особенности, чтобы исследовать режим Нила, начиная с первого порога, и его ирригационную систему.
Вернулся в Каир 19 марта 1799 года. Был частью небольшой группы, которая осталась в Каире с генералом Бельяром в начале 1801 года.